# Rhotanella lucida
Rhotanella lucida är en insektsart som först beskrevs av Frederick Arthur Godfrey Muir 1915.  Rhotanella lucida ingår i släktet Rhotanella och familjen Derbidae. Inga underarter finns listade i Catalogue of Life.